# Berlins 750-årsjubileum

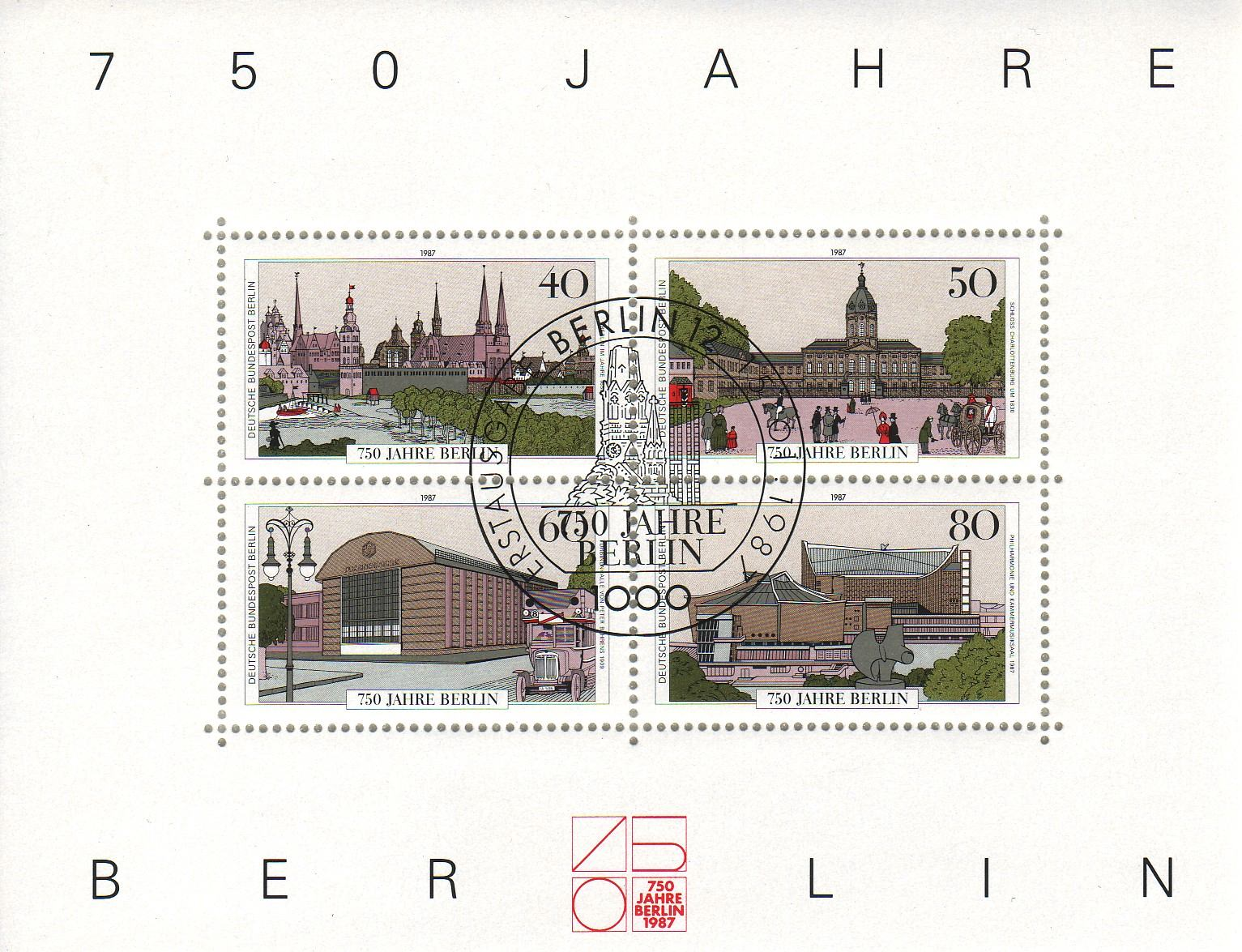
Berlins 750-årsjubileum på västtyskt frimärke utfärdat i januari 1987.

Berlins 750-årsjubileum firades 1987 på grund av stadens grundande 1237. En rad olika evenemang arrangerades i Östberlin och Västberlin och även flera satsningar på restaureringar av byggnader och områden ägde rum.
Firandet föranledde saneringar och renoveringar av flera kända byggnadsverk i Berlin. Eftersom Berlin vid denna tid var delad arrangerade Östberlin och Västberlin skilda evenemang. I Östberlin arrangerades 4 juli 1987 en stor parad med 929 vagnar och 41 000 deltagare. I Västberlin arrangerades flera utomhuskonserter, bland annat med Genesis och David Bowie.
Bland annat byggdes i Östberlin Nikolaiviertel om och i Prenzlauer Berg restaurerades hus. Berlins äldsta kyrkobyggnad, Nikolaikirche, som skadats i andra världskriget, återuppbyggdes 1980-1987. I Västberlin skapades en boulevard av skulpturer på Kurfürstendamm, bland annat 2 Beton-Cadillacs in Form der Nackten Maja. I Västberlin byggdes även Breitscheidplatz och Rathenauplatz om. I både öst och väst restaurerades tunnelbanestationer och pendeltågsstationer. 
Berliner Gedenktafel är en speciell form av minnestavlor som används i Berlin. Tavlorna är tillverkade av porslin från KPM och började införas 1986 inför Berlins 750-årsjubileum.
Den 12 juni 1987 höll USA:s dåvarande president Ronald Reagan sitt tal Riv denna mur!, där han uppmanade öststaterna att riva Berlinmuren.
Utställningen "Berlin, Berlin" på Martin-Gropius-Bau i Kreuzberg visade Berlins historia. 
Den 1 augusti 1987 anordnades ett japanskt fyrverkeri på Tempelhof med nästan 1,2 miljoner åskådare. 
Berliner Kindl lanserade sitt Jubiläumspilsner i samband med Berlins 750-årsjubileum.
Firandet avslutades den 22 oktober 1987 i Nikolaikirche.